# Domein Hottat

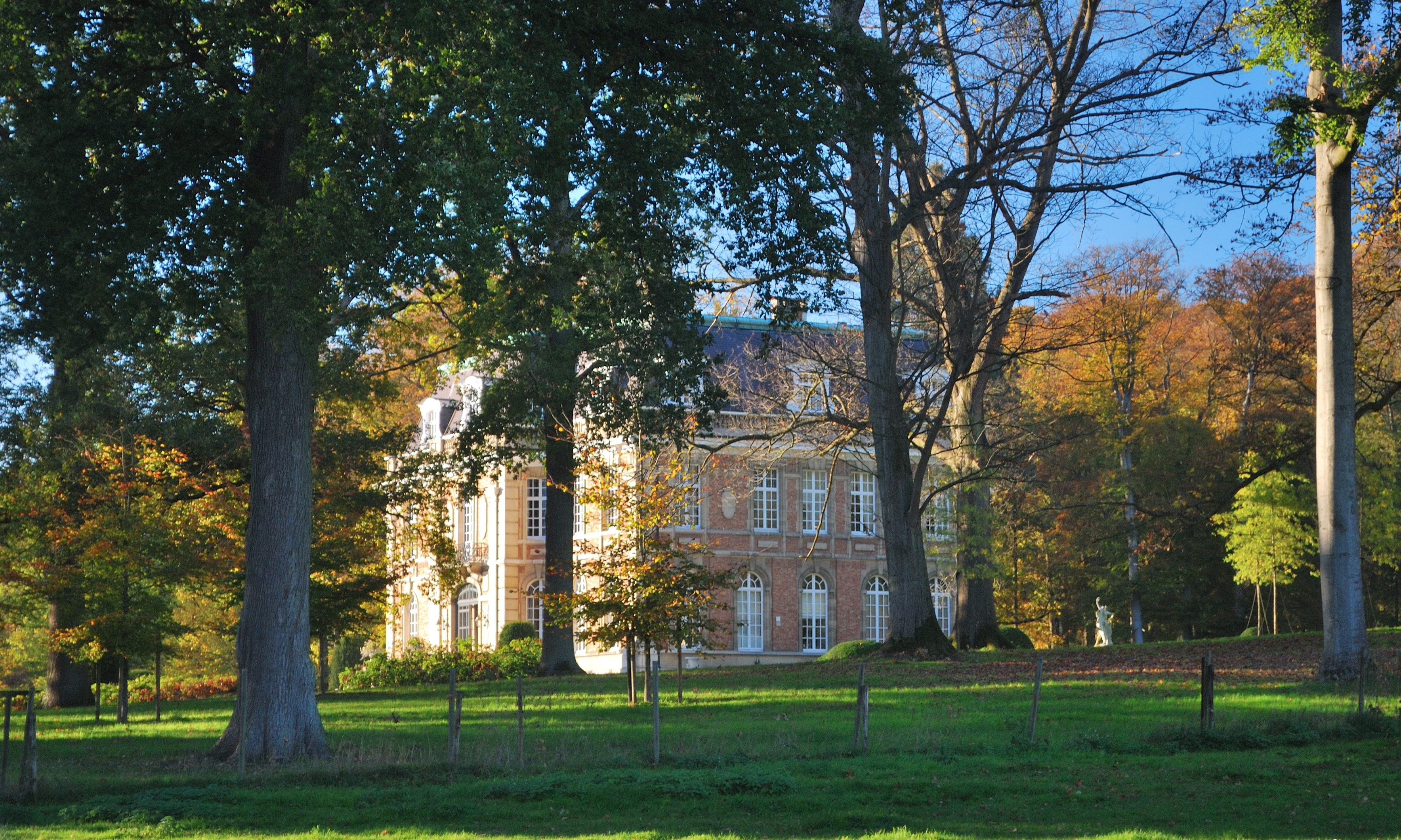
Domein Hottat met kasteel de Dieudonné

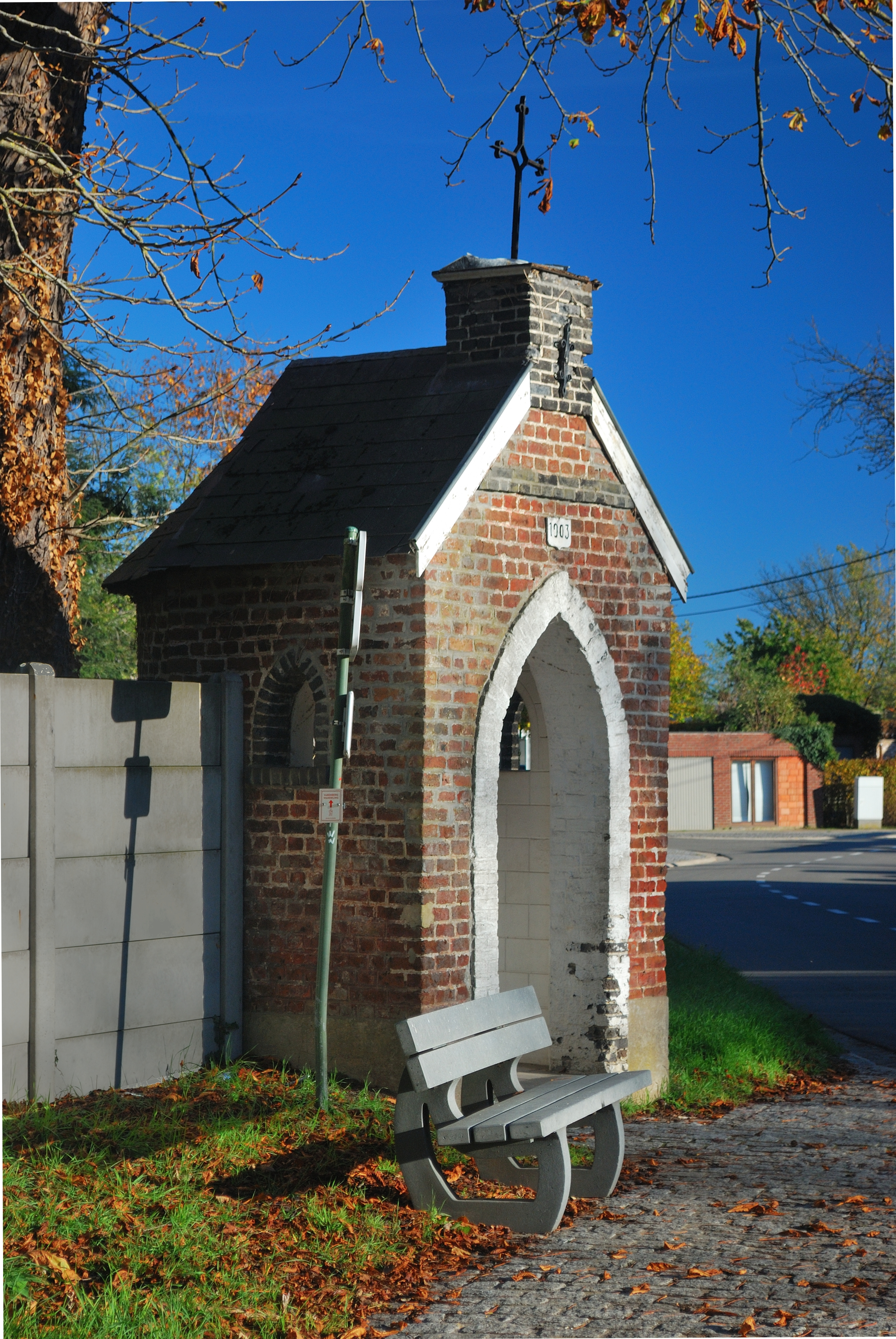
Kapel uit 1903 aan de Bieststraat

Het Domein Hottat is een kasteelpark in de Belgische deelgemeente Korbeek-Lo (provincie Vlaams-Brabant).
De heren van Korbeek-Lo hebben lange tijd verbleven op het Hof de Biest te Korbeek-Lo. Het landgoed op de Biest bestaat uit een statig beuken-eikenbos en beslaat een oppervlakte van ca. 80 ha, gelegen op de noordelijke, vrij steile flank. Op de Ferrariskaarten staat het domein als Bois de Corbeeck vermeld.
Aan de rand van het gebied liggen holle wegen. Ten noorden van de vijf bunde, tussen de huidige Koning Albertlaan en de Kloosterstraat, biedt de Holleweg hier een typerend voorbeeld van.
Bij de hoofdingang van het kasteelpark staat de O.L. Vrouwkapel uit 1876. Deze kapel, gelegen naast het jachtwachtershuis, werd uit dankbaarheid voor Maria gebouwd door barones Catherine-Jeanne Joostens. Aan de vlakbijgelegen Bieststraat staat een tweede kapel uit 1903.
Het kasteel, dat toebehoorde aan de familie van baron de Dieudonné was tijdens de Eerste Wereldoorlog enkele dagen, van 5 tot 19 augustus 1914, het hoofdkwartier van Koning Albert. Dit verblijf was de rechtstreekse aanleiding om de vlakbijgelegen Wolvestraat om te dopen tot Koning Albertlaan. Enkele dagen later werd het kasteel door de Duitsers volledig platgebrand.
Baron de Dieudonné liet in het begin van de jaren twintig het kasteel wederopbouwen, echter niet meer aan de vijver maar korter tegen het bos gelegen.
Het park herbergt een collectie oude en zeldzame boomsoorten zoals o.a. beuken, enkele mammoetbomen, een treurhoningboom, een laagvertakte varenbeuk, een zeer zeldzame hazelaar met ingesneden blad, verschillende lindensoorten en Oostenrijkse dennen.
In het park, op de top van een heuvel, 103 m boven de zeespiegel, staat een uitkijktoren van 1856. Boven de ingangsdeur bevindt zich een gedenksteen met een opschrift dat verwijst naar het koningschap van Leopold I. Ook deze uitkijktoren is een blijk van de goede verstandhouding van de familie de Dieudonné met het koningshuis.
Bij besluit van 6 januari 1992 werd het domein als dorpsgezicht beschermd.